# Садурская, Екатерина Сергеевна
Екатерина Сергеевна Садурская (укр. Катерина Сергіївна Садурська; 19 июля 1992 года, Николаев, Украина) — украинская спортсменка, специализирующаяся во фридайвинге. Шестикратная чемпионка мира, обладательница мирового рекорда в дисциплине постоянный вес без ласт (CNF), который устанавливала 7 раз. Ранее выступала в синхронном плавании, в котором стала призёром чемпионата мира и двукратной чемпионкой Европы, принимала участие в Олимпийских играх 2016 года.

## Биография
Екатерина Садурская родилась 19 июля 1992 года в Николаеве. 
С детства Екатерина проводила много времени в воде. Изначально она интересовалась прыжками в воду, но её не взяли в секцию из-за высокого роста.

### Синхронное плавание
Синхронным плаванием Екатерина Садурская начала заниматься в 8 лет в Николаеве. Позже она переехала в  в Харьков, где располагалась основная база для тренировок.
На международном уровне дебютировала в 2009 году на юниорском чемпионате Европы в Глостере, где взяла 2 серебра в командных программах. В следующем году в Тампере трижды становится второй: дважды в команде и один раз в дуэте. На чемпионате мира среди юниоров 2010 года в Индианаполисе завоевала две серебряные награды: в комбинации и дуэте. На чемпионате Европы 2010 в Будапеште занимает третьи места в группе и комбинации. На Кубке мира в Москве в командной технической программе берёт бронзу.
На чемпионате Европы 2012 года в Эйндховене становится серебряной медалисткой в группе и комбинации. На Кубке мира в Мехико завоёвывает три бронзы: в комбинации, командной технической программе и хайлайте.
На чемпионате мира 2013 года в Барселоне берёт 3 бронзы: групповой технической и произвольной программах и в комбинации. На Кубке мира в Мехико занимает вторые места в группе и групповой произвольной программах и третье место в хайлайте.
В 2014 году на чемпионате Европы в Берлине выигрывает комбинацию и берёт серебро в группе. На Кубке мира в Квебеке золотую медаль зарабатывает в хайлайте, серебро в командной технической программе и две бронзы: в группе и комбинации.
На чемпионате Европы 2016 года в Лондоне становится победителем в произвольной командной программе и две серебряные медали получает в команде за техническую программу и комбинацию.
На Олимпийских играх в Рио-де-Жанейро Садурская занимает 4-е место в группе.
В 2017 году на мировой серии по синхронному плаванию в Париже становится второй в командной произвольной и технической программах.
Весной 2017 года Екатерина закончила профессиональную карьеру в синхронном плавании.

### Фридайвинг
Екатерина Садурская познакомилась с фридайвингом в 2012 году. После завершения своей профессиональной карьеры в синхронном плавании она начала уделять этому занятию больше времени, первоначально рассматривая его как хобби.
В июне 2017 года Садурская выступает на чемпионате Польши по фридайвингу в бассейне. В дисциплине DYN (в моноласте) проплывает 174 м, в дисциплине DNF (без ласт) — 130 м, в дисциплине STA (статическое апноэ) задерживает дыхание на 5 мин 37 с.
На открытой воде Екатерина впервые выступает на турнире Bonaire Deepsea Challenge в сентябре 2017 года. В дисциплине FIM (свободное погружение по тросу) достигает 35 метров, в дисциплине CWT (постоянный вес в моноласте) — 41 м, в дисциплине CNF (постоянный вес без ласт) — 27 м, статическое апноэ — 06:22.
В 2022 году на фоне вторжения России Екатерина поставила цель достойно представлять Украину на международной спортивной арене и начала готовиться к ближайшему чемпионату мира.
На чемпионате мира AIDA в помещении 2022 года в Бургасе Садурская берёт бронзу в дисциплине DNF с результатом 171 м и серебро в DYNB (в би-ластах) с результатом 216 м. В дисциплине STA задерживает дыхание на 06:56, устанавливая национальный рекорд.
На глубинном чемпионате мира CMAS в Каше Садурская выигрывает две дисциплины: CNF, погрузившись на 70 м и FIM с результатом 92 метра (национальный рекорд).
В июле 2023 года на турнире Vertical Blue на Багамах Екатерина устанавливает мировой рекорд в дисциплине CNF с результатом 74 метра, а потом дважды его обновляет, ныряя на 76 и 77 метров.
На глубинном чемпионате мира CMAS 2023 года на острове Роатан золотые награды забирает в свободном погружении (FIM) с результатом 97 м и в постоянном весе без ласт (CNF) с результатом 78 метров, обновляя мировой рекорд в этой дисциплине.
В 2024 году на чемпионате мира AIDA в бассейне в Каунасе завоёвывает две бронзы и устанавливает национальные рекорды в дисциплинах DNF (177 м) и DYNB (216 м). На глубинном чемпионате мира CMAS 2024 года в Каламате в дисциплине CWT устанавливает национальный рекорд, погрузившись на 103 м, становится бронзовым призёром в дисциплине CWTB с результатом 95 м, выигрывает дисциплину FIM с результатом 95 метров, а в дисциплине CNF берёт золото и устанавливает мировой рекорд с результатом 80 м. На международных соревнованиях AIDA в Доминике Садурская в дисциплине CNF сначала устанавливает мировой рекорд, ныряя на 82 метра, а через несколько дней обновляет его с результатом 84 метра.
На отборочном турнире к Всемирным играм в марте 2025 года Садурская завоевала два серебра: в дисциплине DNF с результатом 172,5 метров и в дисциплине DYN с результатом 250 метров, установив новый национальный рекорд.

## Мировые рекорды во фридайвинге
| Дисциплина | Дата            | Место                                | Турнир                                 | Результат |
| ---------- | --------------- | ------------------------------------ | -------------------------------------- | --------- |
| CNF        | 21 июля 2023    | Голубая дыра Дина, Багамские Острова | Vertical Blue 2023 (AIDA)              | 74 м      |
| CNF        | 26 июля 2023    | Голубая дыра Дина, Багамские Острова | Vertical Blue 2023 (AIDA)              | 76 м      |
| CNF        | 29 июля 2023    | Голубая дыра Дина, Багамские Острова | Vertical Blue 2023 (AIDA)              | 77 м      |
| CNF        | 23 августа 2023 | Роатан, Гондурас                     | Глубинный чемпионат мира 2023 (CMAS)   | 78 м      |
| CNF        | 10 октября 2024 | Каламата, Греция                     | Глубинный чемпионат мира 2024 (CMAS)   | 80 м      |
| CNF        | 26 ноября 2024  | Доминика                             | Deep Dominica Depth Competition (AIDA) | 82 м      |
| CNF        | 2 декабря 2024  | Доминика                             | Deep Dominica Depth Competition (AIDA) | 84 м      |

## Личные рекорды во фридайвинге
Екатерина Садурская обладательница 7 национальных рекордов во фридайвинге.
Ниже представлены личные рекорды Екатерины:
| Дисциплина | Дата            | Место            | Турнир                                 | Результат | Статус                        |
| ---------- | --------------- | ---------------- | -------------------------------------- | --------- | ----------------------------- |
| FIM        | 23 августа 2023 | Роатан, Гондурас | Глубинный чемпионат мира 2023 (CMAS)   | 97 м      | Национальный рекорд           |
| CWT        | 28 ноября 2024  | Доминика         | Deep Dominica Depth Competition (AIDA) | 107 м     | Национальный рекорд           |
| CWTB       | 12 октября 2024 | Каламата, Греция | Глубинный чемпионат мира 2024 (CMAS)   | 95 м      |                               |
| CNF        | 2 декабря 2024  | Доминика         | Deep Dominica Depth Competition (AIDA) | 84 м      | Национальный и мировой рекорд |
| STA        | 25 июня 2021    | Белград, Сербия  | Чемпионат мира в помещении 2021 (CMAS) | 07:01,245 | Национальный рекорд           |
| DYN        | 30 марта 2025   | Чэнду, Китай     | The World Games Series 2025 (CMAS)     | 250 м     | Национальный рекорд           |
| DYNB       | 7 июля 2024     | Белград, Сербия  | Чемпионат мира в помещении 2021 (CMAS) | 224,5 м   | Национальный рекорд           |
| DNF        | 6 июля 2024     | Белград, Сербия  | Чемпионат мира в помещении 2021 (CMAS) | 183,5 м   | Национальный рекорд           |